# Broadstairs
Broadstairs is een kustplaats in het bestuurlijke gebied Thanet, in het Engelse graafschap Kent. De plaats telt 24.370 inwoners. In de stad is een kleine gemeente van de Free Presbyterian Church of Scotland gevestigd.
Op de kliffen boven de baai Kingsgate Bay bevindt zich het achttiende-eeuwse kasteel Kingsgate Castle.

## Geboren in Broadstairs
- Thomas Russell Crampton (1816-1888), spoorwegingenieur en uitvinder
- Edward Heath (1916-2005), premier van Groot-Brittannië (1970-1974)
- Richard Bennett (1936-2012), componist en pianist
- Bruce Robinson (1946), filmregisseur, scenarist, acteur en schrijver

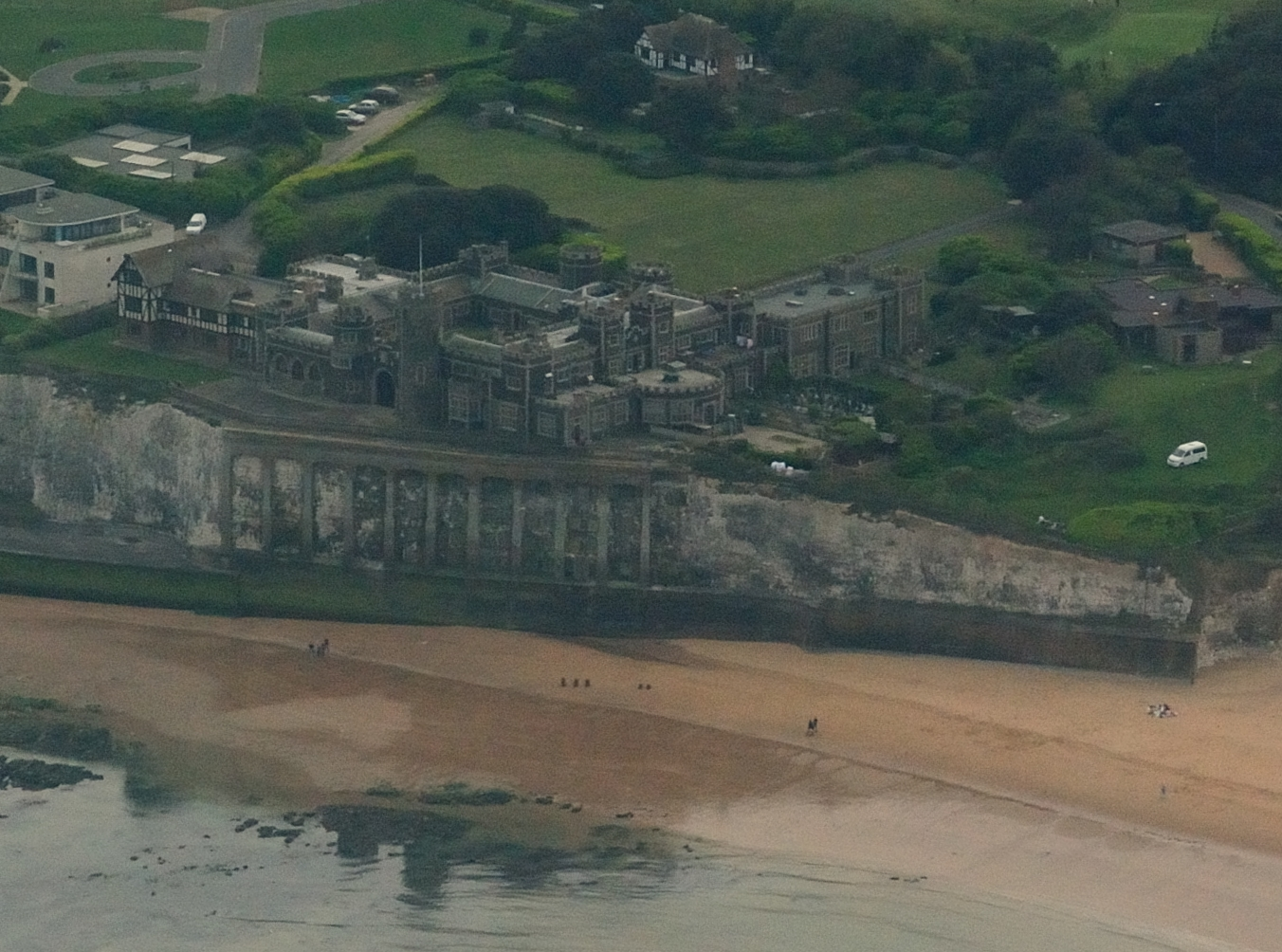
Kingsgate Castle